# 瓦伦多夫县
瓦伦多夫县（Kreis Warendorf）是德国北莱茵-威斯特法伦州北部的一个县，隶属于明斯特行政区，首府瓦伦多夫。